# 合成写真

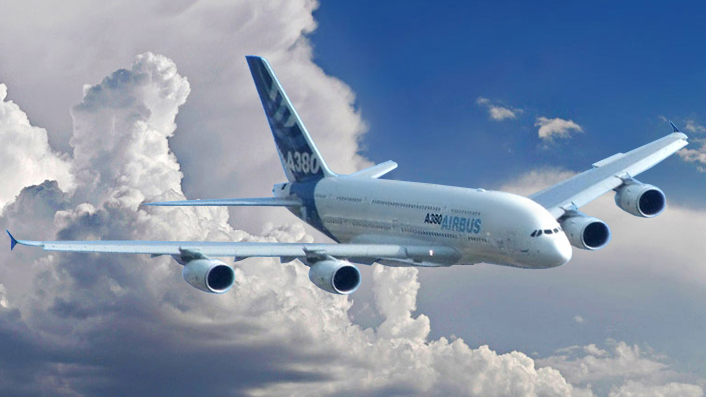
合成写真の例

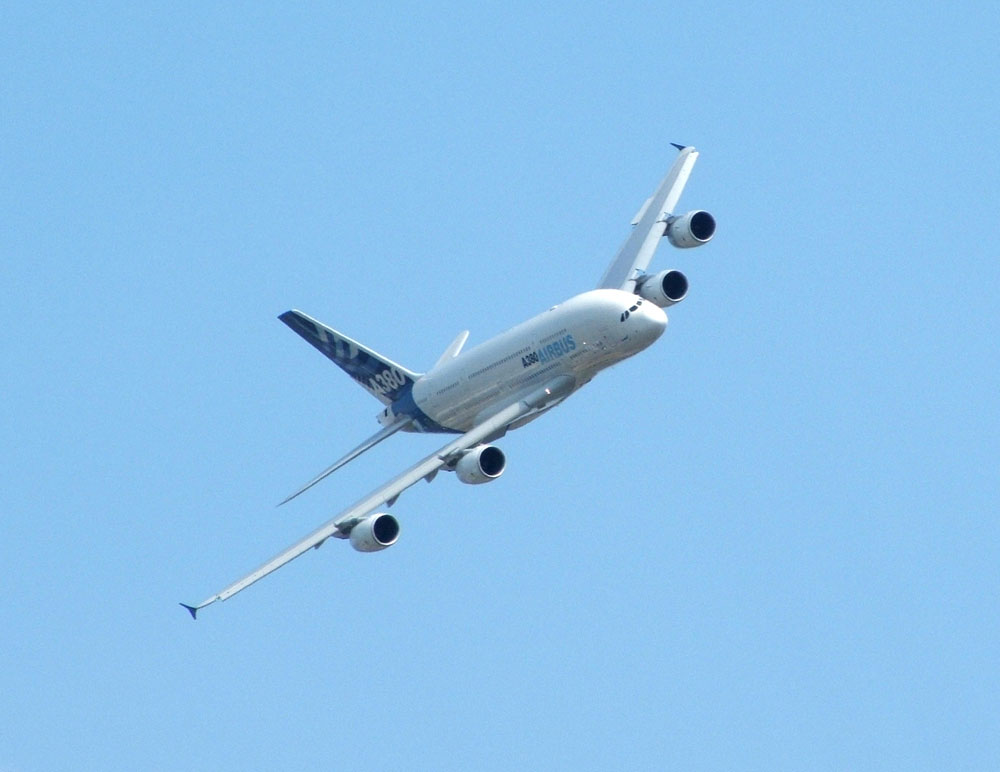
素材1

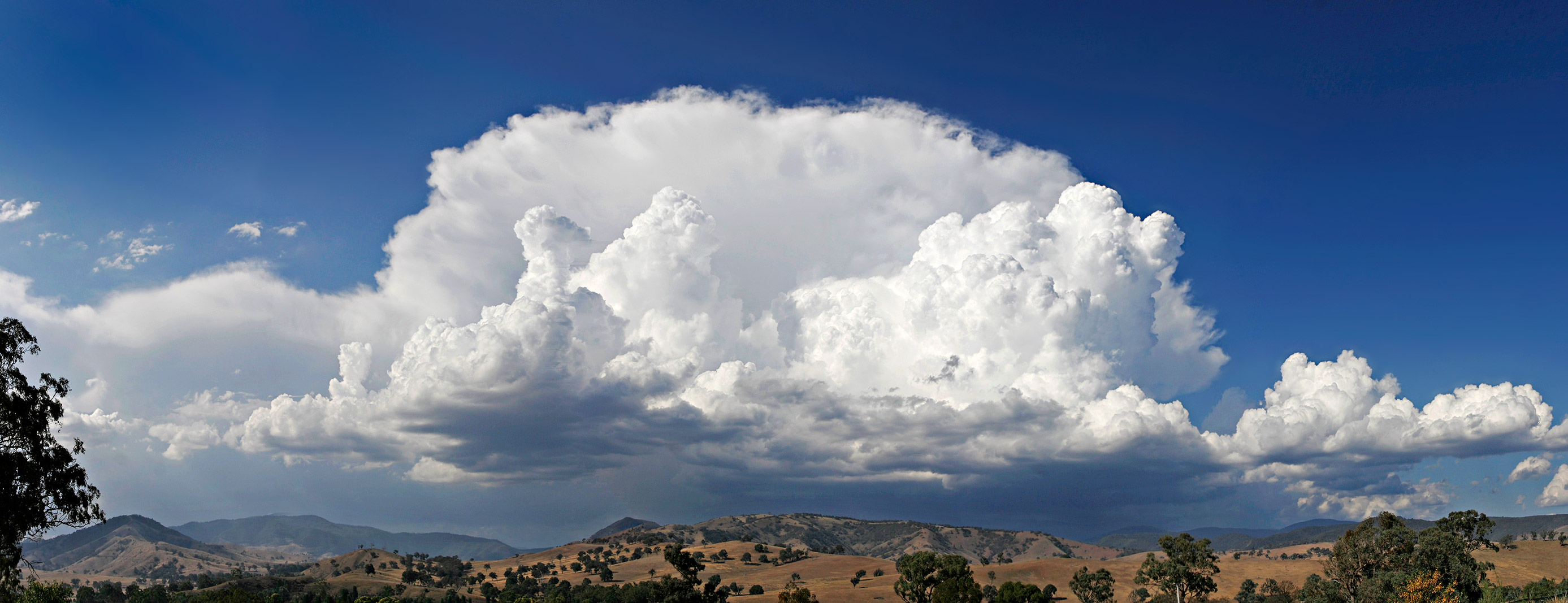
素材2

合成写真（ごうせいしゃしん）とは、複数の写真を（物理的にまたは電子的に）切り貼り等して1枚の写真にしたもの。

## 目的

### 芸術表現
写真を組み合わせることによる効果を狙っているため、明らかに合成写真とわかるものが多い。

### 印象操作・情報操作
印象操作・情報操作を目的としたもの。その目的から、一見したところ合成写真とはわからない。

### 画角の拡大

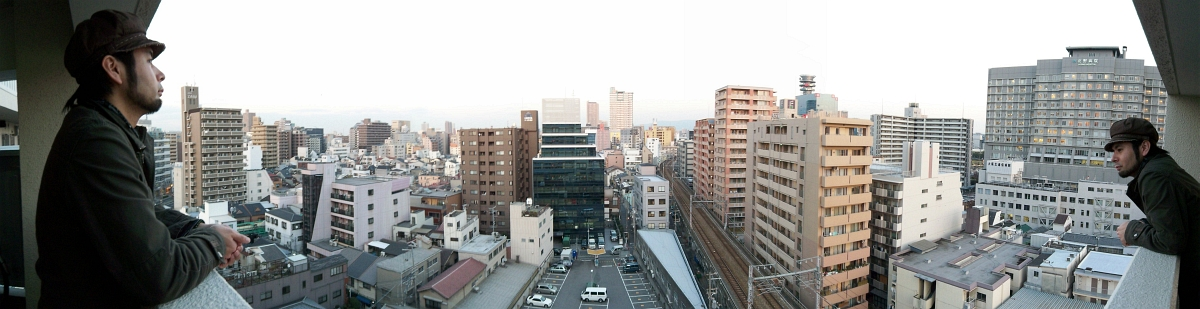
合成によるパノラマ写真。同じ人物が2箇所に写っていることから合成とわかる。

画角の狭い複数の写真を繋ぎ合わせて広い画角の写真を作るもの。パノラマ写真や航空写真・宇宙探査機の写真に使われる。

## 技法
- アナログ合成
  - 写真の実物を切り貼りし、必要ならそれを再度撮影する。解像度が落ちる欠点がある。
  - 2重露光・2重焼きなど。そのままでは加算合成か減算合成しかできないので、複雑な合成をするときはマスキングをする。
  - 背景写真を拡大し、その前で撮影する。映像（動画）のマットペイントに当たる。
- デジタル合成。色調などの調整も簡単で、現在はこれが主流である。

## ネットでの合成写真
- アイドルコラージュ